# Irgendwo in Berlin
Irgendwo in Berlin ist ein deutscher Kinderfilm der DEFA von Gerhard Lamprecht aus dem Jahr 1946. Der Trümmerfilm war nach Die Mörder sind unter uns und Freies Land der dritte DEFA-Film. Der Film ist in Schwarzweiß gedreht.

## Handlung
Berlin, kurz nach Ende des Zweiten Weltkriegs: Die Stadt liegt in Trümmern. Die Kinder nutzen die Trümmerlandschaft als großen Abenteuerspielplatz, auf dem sie Verstecken spielen. Mit Feuerwerkskörpern, die sie gegen zu Hause gestohlene Lebensmittel bei dem Schwarzhändler Birke eintauschen, spielen sie Krieg. Unter den Kindern sind auch der elfjährige Gustav Iller, der zusammen mit seiner Mutter auf die Rückkehr des Vaters wartet, und der gleichaltrige Willi, der beide Elternteile im Krieg verloren hat. Die Jungen sind befreundet, auch wenn Gustavs Mutter dies kritisch sieht, unterstützt Willi den skrupellosen Schieber Birke doch bei seinen Geschäften.
Gustav und seine Mutter hoffen, dass mit der Rückkehr des Vaters die zerstörte Großgarage, die sich im Besitz der Familie befindet, wieder aufgebaut und somit ein Neuanfang geschaffen werden kann. Als Vater Iller jedoch aus der Kriegsgefangenschaft zurückkehrt, ist er ein seelisches Wrack, das zu keinem Neuanfang fähig und bereit ist. Vater Iller wird zum Gespött von Nachbarn, Bekannten sowie der Kinder unter ihrem Anführer „Kapitän“. Gustav will sich mit ihm anlegen und wird von Willi unterstützt. Der will der Familie helfen und bringt ihr ein Lebensmittelpaket. Als Birke erfährt, dass Willi aus seinen Beständen gestohlen hat, reagiert er wütend. Willi flüchtet daraufhin zum verständnisvollen Maler Eckmann. Als die Gruppe um den „Kapitän“ Willi als Feigling bezeichnet, will dieser seinen Mut beweisen und erklettert eine Hausruine. Er stürzt ab und stirbt kurz danach. Die Kinder reagieren bestürzt, und auch die Erwachsenen werden aus ihrer Lethargie gerissen. Der Film hat zwei alternative Enden, aber in beiden: Gemeinsam beginnen sie nun mit dem Wiederaufbau der Großgarage.

## Produktion
Gerhard Lamprecht hatte bereits im Februar 1946 eine Rohfassung des Drehbuchs unter dem Titel Neues Leben fertiggestellt, das er dem damaligen Filmaktiv der SBZ vorstellte. Dieses nahm das fertiggestellte Drehbuch unter dem endgültigen Titel Irgendwo in Berlin im März 1946 an. Erst im Mai entstand aus dem Filmaktiv die Filmgesellschaft DEFA.
Die Innenaufnahmen wurden im Atelier Berlin-Johannisthal gedreht. Die Szenen um die zerstörte Großgarage entstanden auf der Krummen Straße in Berlin-Charlottenburg. Die Filmbauten schufen Wilhelm Vorwerg und Otto Erdmann. Die Produktionsleitung lag in den Händen von Georg Kiaup.
Am 18. Dezember 1946 erlebte Irgendwo in Berlin in der Staatsoper Unter den Linden seine Premiere.
Der Film war das Leinwanddebüt des damals elfjährigen Charles Knetschke, der später als Charles Brauer unter anderem als Tatort-Kommissar bekannt wurde.

## Kritik
Die zeitgenössische Kritik lobte den Film und Lamprechts Regie: „Wir […] stellen fest, daß dieser Bilderpoet tief in die Herzen unserer von Hitlerbarbarei und Bombenkrieg geformten Ruinenjugend gesehen hat, und darin las, daß es keine rettungslos verlorene Generation ist.“ Andere Kritiker stellten fest, dass es Lamprecht „weniger um eine konsequent durchkomponierte Story [ging], als darum, ein Höchstmaß an Beobachtungen und Bezüglichkeiten an die thematische Schnur zu reihen.“
Kritiker in der BRD warfen dem Regisseur anlässlich der bundesdeutschen Erstaufführung 1975 vor, zur Entstehungszeit „den Kopf voll von Resten aus den zwanziger Jahren gehabt [zu] haben[. Er] meinte nicht anders, als daß es jetzt wieder im alten Stil losgehen würde“, hatte Lamprecht doch in den 1920er-Jahren an zahlreichen Stummfilmproduktionen mitgewirkt. Auch Frank-Burkhard Habel befand, dass man „in Erzählweise und Bildkultur […] in Lamprecht und Krien Meister, deren Maßstäbe aus der Stummfilmära kamen[, erkannte].“
Der film-dienst nannte Irgendwo in Berlin „eine[n] der ersten deutschen Trümmerfilme, der realistisch die Verhältnisse der damaligen Zeit inmitten von trostlosen Ruinenlandschaften schildert. Als zeitgeschichtliches Dokument sehenswert.“
Für Cinema war der Film ein „zeitgeschichtlich bedeutendes Dokument“.